# 覆面の人
覆面の人（ふくめんのひと、原題：A Marked Man）は、1917年に公開されたアメリカ合衆国のサイレント西部劇映画。監督ジョン・フォード、主演 ハリー・ケリー。この映画は失われた映画と考えられている。

## キャスト
- シャイアン・ハリー - ハリー・ケリー
- モリー・ヤング - モリー・マローン
- グラント・ヤング - ハリー・L・ラッテンベリー（ハリー・ラッテンベリーとしてクレジット）
- ベン・ケント - ヴェスター・ペッグ
- ハリーの母 - アンナ・タウンゼント（タウンゼント夫人としてクレジット）
- 保安官 - ウィリアム・スティール（ビル・ゲッターとしてクレジット）
- 未定の役割 - フート・ギブソン